# Lukáš Skovajsa
Lukáš Skovajsa (Trenčín, 27 maart 1994) is een Slowaakse profvoetballer die als verdediger bij de AS Trenčín speelt.

## Statistieken
| Seizoen | Club       | Land      | Competitie   | Duels | Goals |
| ------- | ---------- | --------- | ------------ | ----- | ----- |
| 2012/13 | AS Trencin | Slowakije | Fortuna Liga | 0     | 0     |
| 2013/14 | AS Trencin | Slowakije | Fortuna Liga | 0     | 0     |
| 2014/15 | AS Trencin | Slowakije | Fortuna Liga | 4     | 1     |
| 2015/16 | AS Trencin | Slowakije | Fortuna Liga | 24    | 0     |
| 2016/17 | AS Trencin | Slowakije | Fortuna Liga | 23    | 2     |
| 2017/18 | AS Trencin | Slowakije | Fortuna Liga | 30    | 1     |
| Totaal  | Totaal     | Totaal    | Totaal       | 81    | 4     |

## Erelijst
| Slowaaks Landskampioenschap | 2x | 2014/15, 2015/16 |
| Slowaakse beker             | 2x | 2014/15, 2015/16 |